# Hira Hira Hihiru
《Hira Hira Hihiru》是由BA-KU開發的一款視覺小說，於2023年11月17日在Steam、DLsite和DMM GAMES發行。遊戲講述一種架空疾病「風爛症」的患者在日本的境況。

## 遊戲玩法
《Hira Hira Hihiru》採用視覺小說的遊玩方式，遊戲使用雙線敘事，玩家以千種正光和天間武雄兩人的視覺進行遊戲。玩家遊玩時需要閱覽屏幕上所顯示的文本以了解故事情節和人物之間的對話，這些文字會與人物的立繪和背景一同出现，用以表示對話的對象。對話對象的立繪會隨著對話進行而變化，根據對話的内容做出不同動作或表情。在部分場景中會遇見代替背景和人物立繪的電腦圖像。遊戲過程中會出現一些選項，由玩家選擇接下來男主角的行為，根據玩家的選擇遊戲在後半段會進入不同結局。

## 故事簡介
故事發生在架空的大正時代日本，從古至今存在一些人死後復活的個案，復活者智力、記憶力和認知能力都會下降，身體還會不斷腐爛。古時他們或被視為聖人供奉，或被視為邪靈附身受到排擠。隨著醫學進步，這些個案被學者命名為「風爛症」並進行研究，民間則稱呼患者為「夕零」。
千種正光篇
留德醫學家加鳥周平是風爛症專家，他回日本後致力推動風爛症相關醫療改革。他認為日本政府推行的風爛症自宅監護法令脫離實際，很多家庭根本沒有條件照顧風爛症病人，應該由政府牽頭建設風爛症專門醫院收治。加鳥周平讓徒弟千種正光到農村地區調查風爛症病人的監護情況。千種正光華族出身，生母為小妾及風爛症患者，生母的遭遇讓他決意成為風爛症醫生。在走訪調查期間，他發現了在鄉下隱居的生母。生母被千種家視為醜聞，所以在鄉下由家人照顧，只是隨著病情惡化，家人開始對其不聞不問，千種正光發現生母時，對方已經命不久矣。如果玩家選擇讓千種正光將生母接回東京照顧，共度餘生，在這段時光千種家接受了生母。千種正光也繼續進行田野調查，他的調查報告最後促使《風爛症監護法》的廢除。若玩家選擇讓千種正光生母在家鄉自生自滅，生母不久去世，自責的千種正光辭去了調查工作，在一家小型風爛症診所工作。
天間武雄篇
青森縣出身的天間武雄，父親是當地詩人，在東京求學時寄居在父親好友常見鎮柳家中。剛升讀東京高中的天間武雄，追不上當地的課業，常見鎮柳的獨生女常見明子，天資聰慧，她細心幫助天間武雄追趕課業，期間兩人結下深厚感情。某天，好友衣川兵太郎邀請天間武雄幫忙殺死一個流浪的女性風爛症患者美代，美代在患病後被家人買去遊廓，賣藝期間認識衣川，兩人約定在美代病重時幫她了卻殘生。如果玩家選擇拒絕衣川，並建議尋找警察幫助，兩人會前往警局。期間遇到加鳥周平，加鳥周平推薦診所收治了美代，還解開了他們對風爛症的一些誤會。後來明子患上風爛症，天間武雄對其不離不棄，發病初期明子情緒極不穩定，鎮柳在壓力中自缢，遺屬讓天間武雄決定明子未來。明子在鎮柳死後也恢復了一定理智，天間武雄不信任常見家親屬會耐心照顧明子，所以偷偷將明子帶回青森縣的故鄉。數月過去，明子已經能如常生活，兩人一起教導鄉間的孩童，天間武雄還接受衣川建言，在來年兩人完婚後回東京繼續學業。其他路線中，玩家選擇讓天間武雄協助衣川，之後明子患病，他再度幫常見鎮柳殺死明子，不久就在愧疚中自殺。又或者在明子患病後，和常見家斷絕關係。

## 開發及發行
ANIPLEX.EXE初創時，負責人島田紘希採用與其他開發者合作的方式，完成了《ATRI -My Dear Moments-》和《徒花異譚》兩部作品。兩作發售後，島田紘希打算沿用這種方式開啟新專案，適逢瀨戶口廉也在社交平台上表示可以接手工作，島田紘希就主動聯繫瀬對方尋求合作。雙方確定合作後，瀬戸口廉也給出了數份提案，島田紘希選了其中一個方案，交由瀬戸口廉負責完成作品。遊戲由BA-KU負責開發，瀬戸口廉也擔任製作人和劇本，MANYO負責遊戲音樂。美術方面，島田紘希認為寫實畫風更合適專案風格，在咨詢瀬戸口廉也後，請來禪之助擔任美術。
專案的原型是瀬戸口廉也在製作《Black Sheep Town》之前構思的，他將完成這部作品視為「畢生的事業」。靈感來源於他過去在精神病院的工作經歷，包括他與醫護人員、患者和患者家屬的交流互動，還有工作期間閱讀的相關資料。早期設定更符合史實，為了迎合市場加入了奇幻元素。由於取材於現實，加上以精神病患者作為主題，他下筆較為慎重，也希望能引導玩家「以正面的視角解讀作品」，故此他沒有像過往作品那樣，在該作加入一些「叛逆扭曲的角色」。角色設計方面，瀬戸口廉也認為自己的性格不利於推動故事發展，所以傾向塑造出與自己性格不同的角色。故事發展時，他會以第一人稱描述角色的想法，代入角色寫出對方的心聲，不會刻意追求實現特定的橋段。故事的劇情分支選項設計上，他會考慮是否符合角色行為邏輯和玩家能否接受，接著讓故事發展順其自然，沒有如同類視覺小說那般，預留「好結局」和「真結局」路線。
2022年9月24日ANIPLEX.EXE在Twitter上公佈的該專案。遊戲預計2023年發行，同年6月30日發佈試玩版，遊戲官網更新劇情簡介和登場角色資料。11月7日，ANIPLEX.EXE宣佈遊戲將在同月17日發行，並公佈宣傳視頻，遊戲支持英文、日文和簡體中文。11月17日，遊戲分別在Steam、DLsite和DMM GAMES上架。遊戲原聲帶《Hira Hira Hihiru Original Soundtrack》於2024年3月6日發售，專輯收錄主題曲《星星之歌》及遊戲內背景音樂。

## 評價
遊戲在Steam發佈後，獲得極度好評，其中大半好評為中文評論，遊戲獲得2023年度DListe Award的PC軟件類別的「用戶推薦獎」。AUTOMATON、DLsite、Real Sound和Game*Spark均給與遊戲好評。曾在社福界工作的評論員SIGH先後在Game*Spark和AUTOMATON推薦該作，他稱該作是2023年「令人難忘的文字冒險遊戲」，作品以雙主角敘事，從多角度描述社會對風爛症的看法，促使玩家去思考現實中如何與患者或殘疾人相處等問題。
遊戲劇情獲得正面的評價，Real Sound評論員結木千尋稱讚瀨戶口廉也筆下的角色心理描述十分細膩，作品吸引人的地方很多，如主線之外散落的信息，還有高潮劇情時帶來的「寂寞感和空虛感」等等。AUTOMATON主編Ayuo Kawase表示遊戲中的故事發人深省，儘管有一些暴力和帶有視覺衝擊的場景，但是點到即止，作品依靠上乘的音樂和美術與真摯的文字給人留下深刻印象。SIGH認為該作風格類似報告文學或紀錄片，遊戲中的「風爛症」對應現實的精神疾病，《風爛症監護法》對應明治時期推行私宅監置，加鳥周平的原型可能是日本精神病學之父吳秀三。遊戲中對照顧者心境的描述也引起他的共鳴，他稱讚瀨戶口廉也選取了這種小眾的題材，遊戲沒有強行說教，而是「公平且準確地」描述世界上的苦難和不幸，以突顯出幫助他人是何等美好的品質。

## 外部連結
- 官方网站 （日語）
- 《Hira Hira Hihiru》在視覺小說數據庫的頁面 （英文）